# Bertil Persson (politiker)
Sten Erik Bertil Persson, född 20 maj 1937 i Sankt Petri församling i Malmö, är en svensk tidigare biträdande överläkare och politiker (moderat). Han är far till Annika Persson.
Persson, som är son till läroverksadjunkt Bertil Persson och vävlärare Rut Fredriksson, avlade studentexamen i Malmö 1955, blev medicine kandidat vid Lunds universitet 1957, medicine licentiat där 1967 och medicine doktor där 1982. Efter att ha varit tillförordnad underläkare på bland annat Malmö allmänna sjukhus 1961–1969 blev han klinisk amanuens där på medicinska kliniken där 1969 och sedermera biträdande överläkare där. Han var kurator för Malmö nation 1961–1962 och förbundsordförande för Sveriges konservativa studentförbund 1962–1964. Han var ledamot av kommunfullmäktige i Malmö kommun 1971–1988 och 1991, vice ordförande i fastighetsnämnden 1977–1985 samt kommunalråd för vårdroteln 1986–1988.
Persson var riksdagsledamot 1988–2002, invald i Malmö kommuns valkrets. Han var framför allt aktiv i utrikesutskottet, som suppleant 1988–1994, ledamot 1994–2001 och vice ordförande 2002 och fram till riksdagsvalet samma år. Han var även vice ordförande i den interparlamentariska delegationen 1998–2002 och det sammansatta konstitution- och utrikesutskottet 2002 och ledamot i lagutskottet 1991–1994.